# Reederei Bojen
Die Reederei Bojen war ein familiengeführtes Schifffahrtsunternehmen in Neermoor. Es bestand unter dem Dach der Bojen Holding GmbH & Co. KG aus der Bojen Schiffahrtsbetrieb GmbH & Co. KG  und weiteren Unternehmensteilen.

## Geschichte

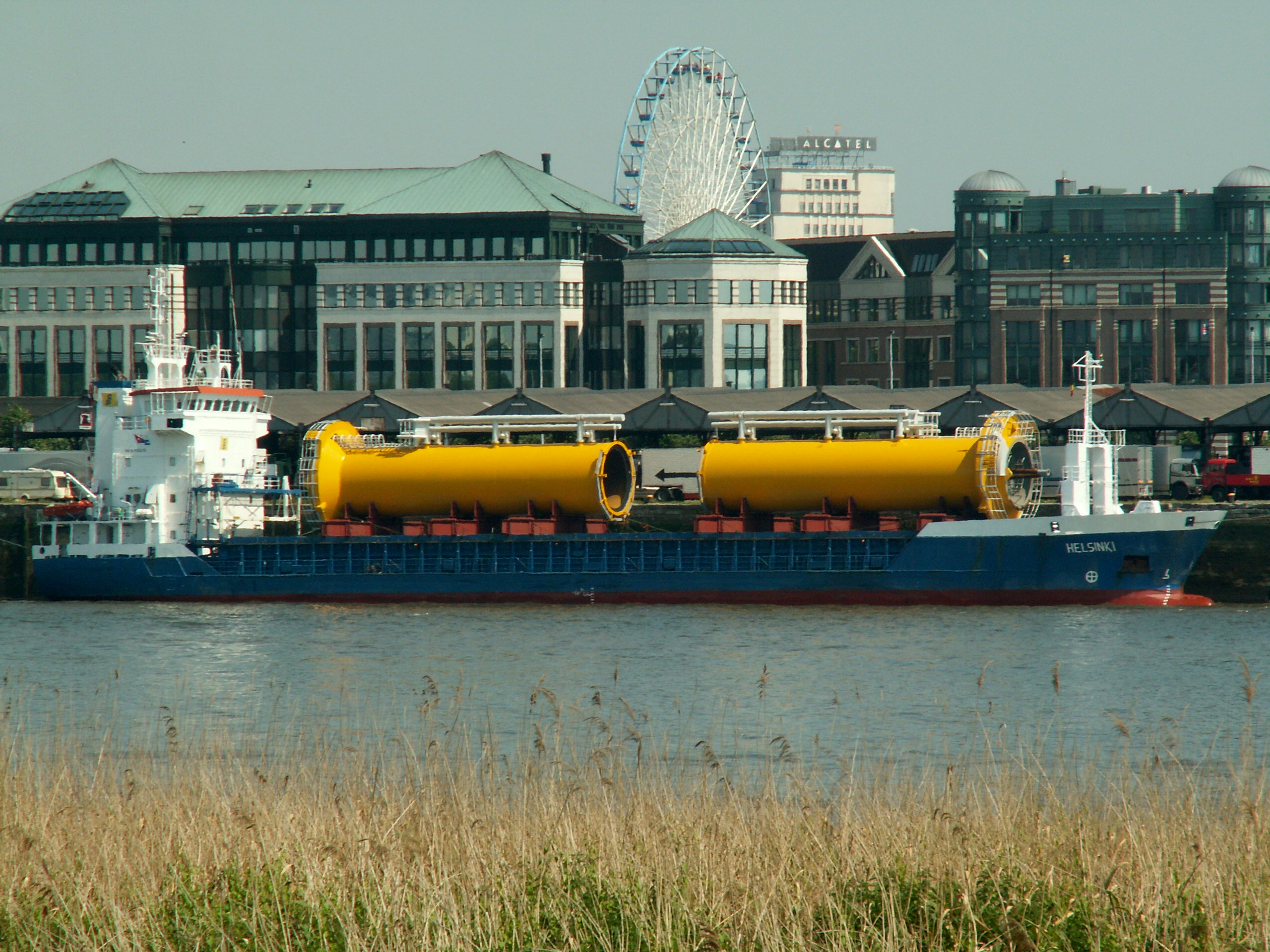
Das Bojen-Schiff Helsinki

Die Küstenschiffsreederei wurde 1966 von Siegfried Bernhard Bojen gegründet. Bojen erhielt 1962 sein Kapitänspatent und übernahm 1969 sein erstes eigenes Küstenmotorschiff, die 1948 in den Niederlanden gebaute Johann. Zunächst als Kapitänsreeder arbeitend wuchs der Familienbetrieb in der Folgezeit und firmierte seit den 1970ern als Siegfried Bojen Schiffahrtsgesellschaft KG. Am 28. Februar 1979 ging die Johann auf einer Reise von Berwick nach Antwerpen mit einer Ladung Gerste verloren. Bis Anfang der 1990er Jahre wurden immer nur zwei Schiffe betrieben, in den darauf folgenden beiden Jahrzehnten wurden zum Teil ganze Serien weiterer Schiffe übernommen und die bereederte Flotte zeitweise auf über 30 Einheiten ausgebaut. 2004 wurde die Gesellschaftsform zur Siegfried Bojen Schiffahrtsbetrieb e.K. geändert. Ende 2011 wurde der Siegfried Bojen Schiffahrtsbetrieb auf die Bojen Holding übertragen und 2018 gelöscht. In den Jahren bis 2015 mussten zahlreiche Schiffe verkauft werden. 2015 wurden unter Beteiligung der Rotterdamer Reederei Vertom die Vertom-Bojen Geschäftsführungs-GmbH und die Vertom-Bojen Holding GmbH & Co. KG gegründet aus der 2019 die Vertom Bereederungs GmbH & Co. KG und Vertom Geschäftsführungs-GmbH hervorgingen. Im März 2016 leitet man das Insolvenzverfahren für die Bojen Schiffahrtsbetrieb GmbH & Co. KG und die Bojen Holding GmbH & Co. KG ein.

## Flotte
Die Flotte der Reederei umfasste um 2010 etwa 30 Küstenmotorschiffe in einem Tragfähigkeitsbereich von 3000 bis 4500 Tonnen, die vorwiegend im Bereich der Küstenschifffahrt in Nord- und Ostsee, teilweise auch weltweit eingesetzt werden. Zahlreiche Neubauten kamen von der Werft Slovenské Lodenice Komárno, mit der man eigens zwei Baureihen, Typ Main und Typ Jümme entwarf.
| Schiffe der Reederei Bojen (Auswahl) | Schiffe der Reederei Bojen (Auswahl)                       | Schiffe der Reederei Bojen (Auswahl) | Schiffe der Reederei Bojen (Auswahl) | Schiffe der Reederei Bojen (Auswahl)                                                 | Schiffe der Reederei Bojen (Auswahl) | Schiffe der Reederei Bojen (Auswahl)                                                            |
| Bauname                              | Bauwerft/ Baunummer                                        | IMO-Nummer                           | Ablieferung                          | Auftraggeber                                                                         | Dienstzeit bei Bojen                 | Umbenennungen und Verbleib                                                                      |
| ------------------------------------ | ---------------------------------------------------------- | ------------------------------------ | ------------------------------------ | ------------------------------------------------------------------------------------ | ------------------------------------ | ----------------------------------------------------------------------------------------------- |
| Koningin Julia                       | G. & H. Bodewes/371                                        | 5192975                              | 6. Oktober 1948                      | K.Schuitema & G.Dories, Groningen                                                    | 1969–1979                            | 1965 Johann, am 28. Februar 1979 gesunken.                                                      |
| Erika Bojen                          | Jansen-Werft/154                                           | 7822471                              | 29. Juni 1978                        | Reederei Bojen, Neermoor                                                             | 1978–1992                            | Am 25. April 1992 beim Auslaufen von Figueira da Foz nach Aberdeen gesunken.                    |
| Elly Bojen                           | Jansen-Werft/182                                           | 8222197                              | 21. Oktober 1983                     | Reederei Bojen, Neermoor                                                             | 1983–1995                            | 1995 Marek, 2003 Dreamer, 2005 Dreamer I, 2007 Minerva II, am 11. Februar 2009 verlorengegangen |
| Heinrich Bojen                       | Slovenske Lodenice/1301                                    | 9060675                              | Juni 1993                            | Reederei Bojen, Neermoor                                                             | 1993–2007                            | 1998 Johann, 2007 Wilson Elbe, so in Fahrt.                                                     |
| Saar Antwerp                         | Roßlauer Schiffswerft/244                                  | 9015450                              | 30. Juni 1993                        | Reederei Bojen, Neermoor Bojen Schiffahrts KG Neermoor MS „Saar Antwerp“             | 1993–1993                            | 1997 Uttum, so in Fahrt.                                                                        |
| Neermoor                             | Slovenske Lodenice/1302                                    | 9060687                              | Juli 1993                            | Reederei Bojen, Neermoor                                                             | 1993–2007                            | 2007 Wilson Mosel, so in Fahrt.                                                                 |
| Saar Casablanca                      | Slovenské Lodenice/1701                                    | 9108415                              | September 1994                       | Reederei Bojen, Neermoor MS „Casablanca“ Reederei Bojen GmbH & Co. KG                | 1994–?                               | 1997 Casablanca, 2015 Olga, 2018 Olga S., so in Fahrt.                                          |
| Taranto                              | Slovenské Lodenice/1707                                    | 9133513                              | November 1995                        | Reederei Bojen, Neermoor Siegfried Bojen MS „Ibiza“ GmbH & Co. KG                    | 1995–?                               | Mirjam                                                                                          |
| Bosporus                             | Slovenské Lodenice/3003                                    | 9125061                              | Dezember 1996                        | Reederei Bojen, Neermoor MS "Bosporus" Bojen Holding GmbH & Co. KG                   | 1996–?                               | -                                                                                               |
| Saar Oslo                            | Santierul Naval Galati/904 Scheepswerf Damen Hoogezand/716 | 9125700                              | 24. Dezember 1996                    | Reederei Bojen, Neermoor MS "Oslo" Reederei Bojen GmbH & Co. KG                      | 1996–?                               | 1996 Oslo                                                                                       |
| Tallin                               | Santierul Naval Galati/913 Scheepswerf Damen Hoogezand     | 9130224                              | September 1997                       | Reederei Bojen, Neermoor Bojen MS "Tallin" KG                                        | 1997–?                               | -                                                                                               |
| Helsinki                             | Santierul Naval Galati/914 Scheepswerf Damen Hoogezand     | 9130236                              | November 1997                        | Reederei Bojen, Neermoor Bojen Schiffahrtsbetrieb GmbH & Co. KG, MS "Helsinki"       | 1997–2013                            | 2015 TC Grace, so in Fahrt.                                                                     |
| Riga                                 | Santierul Naval Galati/919 Scheepswerf Damen Hoogezand     | 9141376                              | Dezember 1997                        | Reederei Bojen, Neermoor Bojen MS "Riga" KG                                          | 1997–?                               | -                                                                                               |
| Kopenhagen                           | Santierul Naval Galati/920 Scheepswerf Damen Hoogezand/729 | 9167356                              | März 1998                            | Reederei Bojen, Neermoor Bojen Holding GmbH & Co.KG, MS "Kopenhagen"                 | 1998–?                               | 2001 Hagen                                                                                      |
| Baccara                              | Slovenské Lodenice/3017                                    | 9191254                              | Juli 1998                            | Reederei Bojen, Neermoor Bojen MS "Baccara" KG                                       | 1998–?                               | -                                                                                               |
| Jacaranda                            | Slovenské Lodenice/3018                                    | 9191266                              | Oktober 1998                         | Reederei Bojen, Neermoor Bojen MS "Jacaranda" KG                                     | 1998–?                               | Evdokia L                                                                                       |
| Sardinia                             | Slovenské Lodenice/3019                                    | 9191278                              | Dezember 1998                        | Reederei Bojen, Neermoor Bojen Schiffahrtsbetrieb GmbH & Co. KG, MS "Sardinia"       | 1998–?                               | 2013: Fulda                                                                                     |
| Memel                                | Slovenské Lodenice/3021                                    | 9192624                              | Dezember 1999                        | Reederei Bojen, Neermoor Bojen Schiffahrtsbetrieb GmbH & Co. KG, MS "Memel"          | 1999–?                               | Georgios Alexios                                                                                |
| Korsika                              | Slovenské Lodenice/3022                                    | 9192636                              | Mai 2001                             | Reederei Bojen, Neermoor Bojen Schiffahrtsbetrieb GmbH & Co. KG, MS "Korsika"        | 2001–?                               | 2013 Werra                                                                                      |
| Stadt Hemmoor                        | Slovenské Lodenice/2101                                    | 9313632                              | Februar 2005                         | Reederei Bojen, Neermoor Bojen Schiffahrtsbetrieb GmbH & Co. KG, MS "Stadt Hemmoor"  | 2005–?                               | 2013: Aller                                                                                     |
| Moormerland                          | Slovenské Lodenice/2102                                    | 9313644                              | Juni 2005                            | Reederei Bojen, Neermoor Bojen Schiffahrtsbetrieb GmbH & Co. KG, MS "Moormerland"    | 2005–?                               | 2013: Leine                                                                                     |
| Stapelmoor                           | Slovenské Lodenice/2103                                    | 9375783                              | Juni 2006                            | Reederei Bojen, Neermoor MS "Stapelmoor" Reederei Bojen GmbH & Co. KG                | 2006–?                               | -                                                                                               |
| Rorichmoor                           | Slovenské Lodenice/2104                                    | 9375795                              | Juli 2006                            | Reederei Bojen, Neermoor MS "Rorichmoor" Reederei Bojen GmbH & Co. KG                | 2006–?                               | -                                                                                               |
| Lady Clara                           | Slovenské Lodenice/2105                                    | 9375800                              | April 2007                           | Reederei Bojen, Neermoor MS "Okko tom Brook" Reederei Bojen GmbH & Co. KG            | 2007–?                               | Okko tom Brook → Lady Clara                                                                     |
| Fokko Ukena                          | Slovenské Lodenice/2106                                    | 9375812                              | Mai 2007                             | Reederei Bojen, Neermoor MS "Fokko Ukena" Reederei Bojen GmbH & Co. KG               | 2007–?                               | -                                                                                               |
| Edzard Cirksena                      | Slovenské Lodenice/2107                                    | 9375824                              | Februar 2008                         | Reederei Bojen, Neermoor MS "Edzard Cirksena" Reederei Bojen GmbH & Co. KG           | 2008–?                               | -                                                                                               |
| Lady Mary                            | Slovenské Lodenice/2108                                    | 9375836                              | Mai 2008                             | Reederei Bojen, Neermoor MS "Imel Abdena" Reederei Bojen GmbH & Co. KG               | 2008–?                               | Imel Abdena → Lady Mary                                                                         |
| Antwerp                              | Slovenské Lodenice/2109                                    | 9375848                              | Juli 2008                            | Reederei Bojen, Neermoor MS "Sibet Attena" Reederei Bojen GmbH & Co. KG              | 2008–?                               | Wilson Antwerp → Antwerp                                                                        |
| Aveiro                               | Slovenské Lodenice/2110                                    | 9375850                              | August 2008                          | Reederei Bojen, Neermoor MS "Folkmar Allena" Reederei Bojen GmbH & Co. KG            | 2008–?                               | Wilson Aveiro → Aveiro                                                                          |
| Wilson Aviles                        | Slovenské Lodenice/2111                                    | 9313709                              | Oktober 2008                         | Reederei Bojen, Neermoor MS "Hero Omken" Reederei Bojen GmbH & Co. KG                | 2008–?                               | -                                                                                               |
| Ayr                                  | Slovenské Lodenice/2112                                    | 9313711                              | Januar 2009                          | Reederei Bojen, Neermoor MS "Hayo Unken" Reederei Bojen GmbH & Co. KG                | 2009–?                               | Wilson Ayr → Ayr                                                                                |
| Aberdeen                             | Slovenské Lodenice/2113                                    | 9313723                              | März 2009                            | Reederei Bojen, Neermoor MS "Störtebeker" Reederei Bojen GmbH & Co. KG               | 2009–?                               | Wilson Aberdeen → Aberdeen                                                                      |
| Wilson Amsterdam                     | Slovenské Lodenice/2114                                    | 9313735                              | November 2009                        | Reederei Bojen, Neermoor MS "Tanne Kankena" Reederei Bojen GmbH & Co. KG             | 2009–?                               | -                                                                                               |
| Wilson Avonmouth                     | Slovenské Lodenice/2117                                    | 9313747                              | April 2010                           | Reederei Bojen, Neermoor MS "Affo Beninga" Reederei Bojen GmbH & Co. KG              | 2010–?                               | -                                                                                               |
| Wilson Astakos                       | Slovenské Lodenice/2118                                    | 9313759                              | Juli 2010                            | Reederei Bojen, Neermoor MS "Gata Noneka" Reederei Bojen GmbH & Co. KG               | 2010–?                               | -                                                                                               |
| Wilson Algeciras                     | Slovenské Lodenice/2119                                    | 9507350                              | September 2010                       | Reederei Bojen, Neermoor Bojen Schiffahrtsbetrieb GmbH & Co. KG, MS "Luwert Saninga" | 2010–?                               | -                                                                                               |
| Wilson Almeria                       | Slovenské Lodenice/2120                                    | 9507362                              | Oktober 2010                         | Reederei Bojen, Neermoor Bojen Schiffahrtsbetrieb GmbH & Co. KG, MS "Haye Ikenson"   | 2010–?                               | -                                                                                               |
| Wilson Alicante                      | Slovenské Lodenice/2121                                    | 9507374                              | Dezember 2010                        | Reederei Bojen, Neermoor Bojen Schiffahrtsbetrieb GmbH & Co. KG, MS "Nanke Düren"    | 2010–?                               | -                                                                                               |
| Daten: Equasis                       |                                                            |                                      |                                      |                                                                                      |                                      |                                                                                                 |